# Henri d'Andeli

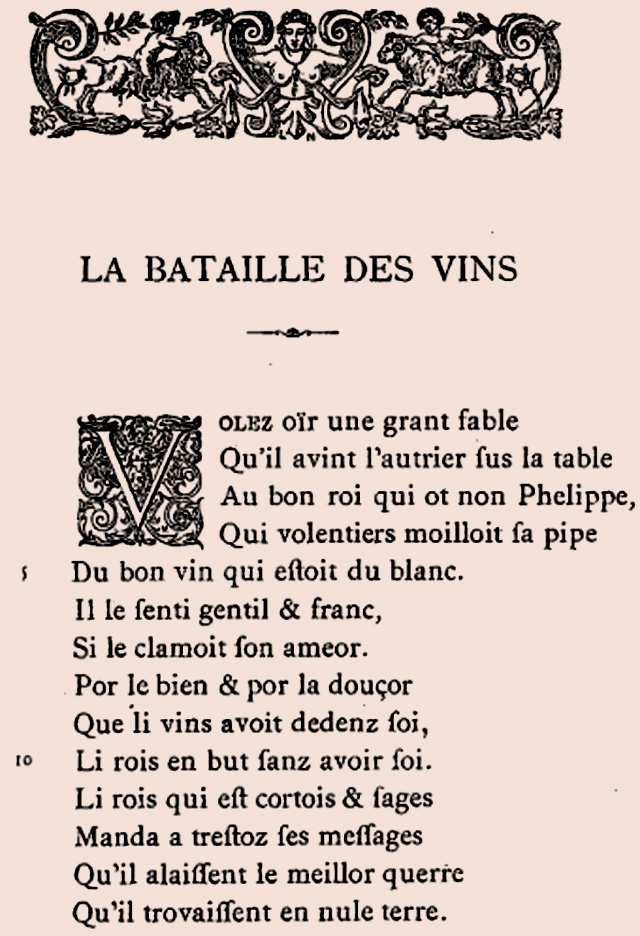
una pagina del romanzo La bataille de vins

Henri d'Andeli (XIII secolo – XIII secolo) è stato un poeta francese.

## Biografia
Troviere, chierico, cancelliere della chiesa di Parigi, è noto soprattutto per il poemetto aneddotico Lai d'Aristotele (1230) che, rielaborando con gusto comico-realistico impregnato di brillantezza e ironia elementi e personaggi del Romanzo di Alessandro, narra un'immaginaria avventura amorosa del filosofo greco, nel pieno rispetto dei canoni medioevali degli Exemplum.
Non mancarono, nell'opera riferimenti alla filosofia aristotelica e aderenze alla forma fissa della poesia medioevale del lai, evidenziate dalla raffinatezza dei versi; inoltre per la comicità caricaturale il lavoro si avvicinò alle caratteristiche dei fabliau.
Henri d'Andeli è da ricordare anche per un Dit du Chancelier Philippe, un poema celebrativo dedicato alla memoria del suo mecenate e due lavori allegorici che si rifanno alla Psychomachia di Prudenzio, intitolati La bataille des vins e La bataille des sept arts.